# Pětikostelní kámen
Pětikostelní kámen (něm. Fünfkirchenstein, 690 m) je vysunutá osamocená čedičová skála – suk na jihozápadním okraji Pěnkavčího vrchu a 600 metrů severovýchodně od Stožeckého sedla v Lužických horách, v okrese Děčín. Pod skalou je opuštěný starý lom.

## Výhledy
Výhled je zejména k severu údolím Lesenského potoka. Jméno má pro údajnou možnost odtud zahlédnout věže pěti kostelů v okolí. Ve skutečnosti jsou vidět jen čtyři v Jiřetíně pod Jedlovou, v Dolním Podluží, ve Studánce a na Křížové hoře. Pátý kostel, v Kytlicích, je vidět z místa pár metrů zpátky k turistické stezce.

## Přístup
Od nedalekého Stožeckého sedla na jihu kolem Pětikostelního kamene je vedena po katastru Dolní Podluží 629979 modře značená turistická trasa pro pěší turisty, která končí na severu poblíž hranic se Saskem. Z ní je k vyhlídce vedena vyznačená odbočka.